# N 17 (Ukraine)
Die N 17 (kyrillisch Н 17) ist eine ukrainische Fernstraße „nationaler Bedeutung“. Sie führt von Lwiw über Kamjanka-Buska, wo sie den westlichen Bug überquert sowie Radechiw und Horochiw nach Luzk.

## Geschichte
Diese Straße gehörte zwischen 1919 und 1939 zum Territorium der Zweiten Polnischen Republik und wurde durch das polnische Straßengesetz vom 10. Dezember 1920 zur Staatsstraße (droga państwowa) erklärt.
Im Frühjahr 2016 wurde die bereits sehr desolate Straße von Kamjanka-Buska bis Luzk komplett neu asphaltiert.